# Tinas trädgård
Tinas trädgård är ett svenskt TV-program på TV4 Plus som hade premiär den 16 mars 2009. Programledare är Tina Ahlin, som tidigare medverkat som lagledare i Så ska det låta på Sveriges Television. I programmet får tittaren tips och hjälp om hur man sköter en trädgård.